# Double Dragon (seria)
Double Dragon – seria gier komputerowych typu beat ’em up, stworzonych przez japońską firmę Technos Japan Corp. Wszystkie przedstawiały przygody dwóch braci – Billy'ego i Jimmy'ego Lee, mistrzów sztuk walki.
W jej skład wchodzą następujące gry:
- Double Dragon z 1987 roku, która doczekała się w 2003 roku remake na Game Boy Advance o nazwie Double Dragon Advance. Gra pojawiła się także na NES Classic Edition[2].
- Double Dragon II: The Revenge z 1989 roku[3][4], całkowicie inna wersja gry ukazała się na konsoli przenośnej Game Boy[5], gra w 2013 roku doczekała się remake'u o nazwie Double Dragon II: Wander of The Dragons na Xbox 360
- Double Dragon 3: The Rosetta Stone, zwane też jako Double Dragon III: The Sacred Stones z 1991[6][7]
- Super Double Dragon z 1992[8]
- Double Dragon V: The Shadow Falls z 1994, łamiąca dotychczasowy kanon serii, i będąca typową bijatyką 1 na 1[9]
- Double Dragon z 1995, wydana na automaty Neo Geo i również będąca bijatyką 1 na 1[10]
- Double Dragon Neon z 2012 roku[11]
- Double Dragon IV z 2017 roku,wydana na PC i PS4[12]

Został wydany także crossover między Double Dragon a Battletoads o nazwie Battletoads & Double Dragon: The Ultimate Team.
Ukazał się również zbiór 3 pierwszych gier na Androida, Ouyę i iOS o nazwie Double Dragon Trilogy. Bracia Lee występowali również jako cameo w różnych grach, jak Super Spike V'Ball.
Na podstawie gier powstała seria komiksów serial animowany a także film w roku 1994 – który jest uważany np. przez Watchmojo za jedną z najgorszych ekranizacji gier (trafił na ósme miejsce), również na Rotten Tomatoes ma ocenę 27%.